# Conestabile della Torre di Londra

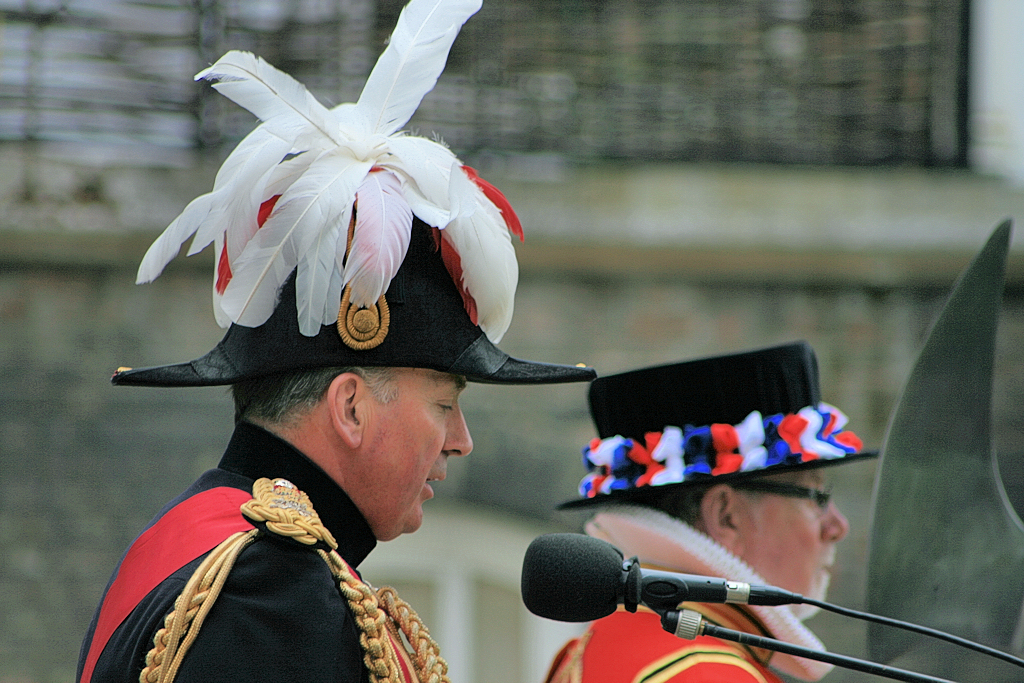
Il generale Sir Richard Dannatt, vestito nell'uniforme cerimoniale di Conestabile della Torre

Il Conestabile della Torre di Londra (o semplicemente Conestabile della Torre) è la più importante carica della Torre di Londra. Attualmente il Conestabile ha puramente un ruolo cerimoniale e prende parte alle principali cerimonie che si svolgono nel complesso oltre a far parte della comunità che vive presso la fortezza.
Per effetto del Queen's Regulations for the Army, l'ufficio di conestabile è conferito a un Feldmaresciallo o ad un generale in pensione per un periodo di cinque anni.
Egli ha le funzioni di governatore della fortezza ed è responsabile dell'amministrazione quotidiana della Torre di Londra e del suo complesso.

## Storia
L'incarico di Conestabile della Torre è uno dei più antichi in Inghilterra, databile alcuni anni dopo l'insediamento di Guglielmo il Conquistatore ed è uno dei grandi onori nelle cariche onorifiche inglesi. In passato la nomina veniva concessa anche a eminenti prelati della chiesa, a politici di rilievo e a soldati valorosi. Il primo Conestabile della storia, Geoffrey de Mandeville, venne nominato da Guglielmo il Conquistatore in persona (AD 1066-87) nell'XI secolo. Formalmente, in assenza del sovrano, il Conestabile è l'uomo tra i più potenti che si trovi a Londra anche se attualmente esso mantiene unicamente il privilegio del diretto accesso al sovrano per questioni relative al proprio impiego. Dal 1784 il Conestabile è sempre stato un militare.
Durante il medioevo il Conestabile doveva provvedere al funzionamento completo della Torre, dal pagamento dei soldati al mantenimento degli appartamenti reali nella fortezza, sino alla supervisione del 'Guardiano degli animali del re', oltre a essere ovviamente responsabile di tutti i prigionieri detenuti nelle segrete del castello. Il primo prigioniero di cui si abbia memoria fu il vescovo Ranulf Flambard nel 1100, e Ronnie and Reggie Kray furono gli ultimi due prigionieri ufficiali per alcuni giorni nel 1952 per essersi rifiutati di prestare il loro servizio militare.
Sino all'espulsione degli ebrei nel 1290 il Conestabile era inoltre responsabile della regolazione del ghetto di Londra.

## Diritti del Conestabile
Nel medioevo questa era una posizione di grande rilievo in quanto tra i diritti del Conestabile figuravano:
- qualsiasi cavallo, bue, maiale o pecora che cadesse all'esterno del London Bridge
- qualsiasi carro che cadesse all'esterno del London Bridge
- tutto il prodotto agricolo cresciuto su Tower Hill
- 6/8d (sei scellini e otto pence) annuali per ogni nave che si trovasse a pescare attorno alla Torre di Londra
- 1s (1 scellino) all'anno per ogni nave che giungeva a Londra
- 2d (2 pence) per ogni pellegrino che giungesse a Londra via mare per visitare le spoglie di San Giacomo
- tutti i cigni che nuotavano presso il London Bridge.

Qualunque nave che giungesse nei pressi della Torre doveva al Conestabile una parte del proprio carico come pagamento per la protezione concessa dai cannoni della torre. Questa tradizione è oggi mantenuta quando nell'attuale cerimonia il Conestabile riceve una botte di rum da un grande vascello della Royal Navy.
Dal 1784 la tradizione vuole che a capo della torre vi sia un militare in pensione, solitamente un generale, di cui il più famoso è indubbiamente stato Arthur Wellesley, I duca di Wellington, che prestò qui servizio dal 1825 al 1852. Durante la sua amministrazione vennero asportate altrove le stanze reali ormai inutilizzate e gli ambienti vennero riportati al loro aspetto tipicamente medioevale.
Attualmente il titolo di Conestabile ha validità per cinque anni e riceve il giorno della sua nomina le chiavi della fortezza come simbolo del proprio potere. Durante le cerimonie di stato, egli è il custode della corona e delle regalìe reali.

## Elenco dei conestabili
Questo è un elenco incompleto dei Conestabili della Torre di Londra, incarico tradizionalmente combinato con quello di Lord Luogotenente della Tower Hamlets.
| Ritratto | Nome                                                                                  | Inizio incarico | Fine incarico    | Note                                                                          |
| -------- | ------------------------------------------------------------------------------------- | --------------- | ---------------- | ----------------------------------------------------------------------------- |
|          | Geoffrey de Mandeville                                                                | 1068 (?)        |                  | Primo conestabile, nominato da Guglielmo il Conquistatore                     |
|          | William de Mandeville                                                                 | 1100            | 1116 (?)         | Figlio di Geoffrey de Mandeville, tenne in prigione Ranulf Flambard           |
|          | Geoffrey de Mandeville, I conte di Essex                                              | 1140            | 1144 (d.)        | Figlio di William de Mandeville                                               |
|          | non vi sono i nomi dei conestabili sotto il regno di Stefano d'Inghilterra, 1144-1153 |                 |                  |                                                                               |
|          | Richard de Luci                                                                       | 1153            | 1179 (d.)        | anche Capo Giustiziere                                                        |
|          | Garnier de Isenei                                                                     |                 |                  |                                                                               |
|          | William Longchamp                                                                     | 1189            |                  | Vescovo di Ely, Cancelliere e Reggente                                        |
|          | William Puintellus                                                                    | 1189            |                  | Vice-Conestabile                                                              |
|          | Walter of Coutances                                                                   | 1191            |                  | Vescovo di Rouen                                                              |
|          | Roger Fitz Renfred                                                                    | 1194            |                  | Fratello di Walter di Costanza                                                |
|          | Geoffrey Fitz Peter                                                                   | 1198            |                  | Capo Giustiziere; creato conte di Essex, 1199                                 |
|          | Roger de la Dune                                                                      | 1205            |                  |                                                                               |
|          | Geoffrey FitzGeoffrey de Mandeville                                                   | ottobre 1213    |                  | Figlio di Geoffrey FitzPeter                                                  |
|          | William de Cornhill                                                                   | novembre 1213   |                  | Arcidiacono di Huntingdon                                                     |
|          | Eustace de Greinville                                                                 | 1214            |                  |                                                                               |
|          | Stephen Langton                                                                       | June 1215       |                  | Arcivescovo di Canterbury                                                     |
|          | La torre è occupata dal principe Luigi di Francia                                     | giugno 1216     |                  |                                                                               |
|          | Walter de Verdun                                                                      | 1217            |                  |                                                                               |
|          | Stephen de Seagrave                                                                   | 1220            |                  | Capo Giustiziere                                                              |
|          | Hugh de Wyndlesore                                                                    | 1224            |                  |                                                                               |
|          | John de Boville e Thomas de Blumvill o Blundeville (probabilmente insieme)            | 1225            |                  | Blundeville era vescovo di Norwich, 1226.                                     |
|          | Henry Fitz Aucher                                                                     | 1227            |                  |                                                                               |
|          | Ralph de Gatel                                                                        | 1230            |                  |                                                                               |
|          | Hubert de Burgh, conte di Kent                                                        | luglio 1232     |                  |                                                                               |
|          | Ralph de Ralegh                                                                       | 1232            |                  | Vice-Conestabile                                                              |
|          | William de St. Edmund                                                                 | 1233            |                  |                                                                               |
|          | Hugh Giffard                                                                          | 1234            |                  |                                                                               |
|          | Geoffrey de Crancumb                                                                  | marzo 1235      |                  |                                                                               |
|          | Hugh Giffard (2º mandato)                                                             | aprile 1236     |                  |                                                                               |
|          | Walter de Gray, arcivescovo di York e Bertram de Crioyl o Criolle (assieme)           | 1241            |                  |                                                                               |
|          | Peter de Vallibus                                                                     | 1244            |                  |                                                                               |
|          | John de Plessetis                                                                     | giugno 1244     |                  |                                                                               |
|          | Peter le Blund                                                                        | 1246            |                  |                                                                               |
|          | Aymon Thorimbergh                                                                     | settembre 1256  |                  |                                                                               |
|          | Imbert Pugeys                                                                         | 1257            |                  |                                                                               |
|          | Hugh Bigod                                                                            | 1258            |                  | Capo Giustiziere                                                              |
|          | Richard de Culwurth                                                                   | 1261            |                  |                                                                               |
|          | Sir John Mansel o Maunsel                                                             | maggio 1261     |                  |                                                                               |
|          | Richard de Tilbury                                                                    | 1261            |                  |                                                                               |
|          | Hugh le Despencer                                                                     | 1262            |                  | Capo Giustiziere, ucciso a Evesham, 4 agosto 1265                             |
|          | Roger de Leyburn                                                                      | 1265            |                  |                                                                               |
|          | Hugh Fitz Otho                                                                        | ottobre 1265    |                  |                                                                               |
|          | John Walerand e John de la Lynde (assieme)                                            | novembre 1265   |                  |                                                                               |
|          | Alan la Zouche                                                                        | 1265            |                  |                                                                               |
|          | Thomas de Ippegrave                                                                   | aprile 1268     |                  |                                                                               |
|          | Stephen de Eddeville                                                                  | luglio 1268     |                  |                                                                               |
|          | Hugh Fitz Otho (2º mandato)                                                           | 1269            |                  |                                                                               |
|          | Walter Giffard                                                                        | 1272            |                  | Arcivescovo di York                                                           |
|          | John de Burgh                                                                         | dicembre 1273   |                  |                                                                               |
|          | Philip Basset                                                                         | 1274            |                  |                                                                               |
|          | Anthony de Bec                                                                        | 1275            |                  | Vescovo di Durham                                                             |
|          | Richard de Waldegrave                                                                 | giugno 1280     |                  | Vice-Conestabile                                                              |
|          | Ralph de Dacre                                                                        | 1283            |                  |                                                                               |
|          | Ralph de Sandwich                                                                     | settembre 1285  |                  |                                                                               |
|          | Ralph Berners                                                                         | febbraio 1289   |                  |                                                                               |
|          | Ralph de Sandwich (2º mandato)                                                        | luglio 1289     |                  |                                                                               |
|          | John de Cromwell, I barone Cromwell                                                   | marzo 1308      |                  |                                                                               |
|          | Roger de Swynnerton                                                                   | 1321            |                  |                                                                               |
|          | Stephen de Segrave                                                                    | febbraio 1323   |                  |                                                                               |
|          | Walter de Stapledon                                                                   | 1323            |                  | Vescovo di Exeter                                                             |
|          | John de Weston                                                                        | novembre 1323   |                  |                                                                               |
|          | John de Gisors e Richard de Betoigne (assieme)                                        | novembre 1326   |                  |                                                                               |
|          | Thomas Wake, II barone Wake di Liddell                                                | dicembre 1326   |                  |                                                                               |
|          | John de Cromwell, I barone Cromwell (2º mandato)                                      | marzo 1327      |                  |                                                                               |
|          | William, Barone la Zouche di Mortimer                                                 | giugno 1328     |                  |                                                                               |
|          | John de Cromwell, I barone Cromwell (2º mandato)                                      | 1329            |                  |                                                                               |
|          | Nicholas de la Beche                                                                  | ottobre 1335    |                  |                                                                               |
|          | Robert de Dalton                                                                      | 1341            |                  |                                                                               |
|          | John, Barone Darcy (di Knaith)                                                        | marzo 1346      | 1347 (deceduto)  |                                                                               |
|          | John, Baron Darcy (figlio)                                                            | giugno 1347     |                  |                                                                               |
|          | Bartholomew de Burghersh, I barone Burghersh                                          | 1355            | August 1355 (d.) |                                                                               |
|          | Robert de Morley, II barone Morley                                                    | 1355            |                  |                                                                               |
|          | John de Beauchamp, I barone Beauchamp de Warwick                                      |                 |                  |                                                                               |
|          | Richard de la Vache                                                                   | 1361            |                  |                                                                               |
|          | Sir Aleyne de Boxhull                                                                 | 1366            |                  |                                                                               |
|          | Sir Thomas Murrieux                                                                   | dicembre 1351   |                  |                                                                               |
|          | Thomas Holland, II conte di Kent                                                      | maggio 1387     |                  |                                                                               |
|          | Sir Thomas Morreux (forse figlio del precedente)                                      | luglio 1391     |                  | probabilmente Deputato                                                        |
|          | Edoardo Plantageneto                                                                  | gennaio 1392    | settembre 1397   | Conte di Rutland                                                              |
|          | Ralph de Neville, IV barone Neville                                                   | settembre 1397  | ottobre 1397     | I conte di Westmorland dal 29 settembre 1397                                  |
|          | Edoardo Plantageneto (2º mandato)                                                     | ottobre 1397    | agosto 1399      | Duca di Albemarle e conte di Rutland                                          |
|          | Sir Thomas de Rempston                                                                | ottobre 1399    |                  | Gettato dal London Bridge il 31 ottobre 1406                                  |
|          | Edoardo Plantageneto (3º mandato)                                                     | novembre 1406   | 1413             | poi Duca di York, ucciso a Agincourt, 1415                                    |
|          | John Dabrichecourt                                                                    | 1413            | 1413             |                                                                               |
|          | Robert de Morley                                                                      | 1413            | 1415             |                                                                               |
|          | William Bourchier                                                                     | novembre 1415   |                  | Conte di Eu, 1419, morto nel 1420                                             |
|          | Roger Aston                                                                           | July 1420       | agosto 1420      |                                                                               |
|          | John Holland, conte di Huntingdon                                                     | agosto 1420     |                  | Duca di Exeter                                                                |
|          | James Fienes, Lord Say                                                                | 1447            | luglio 1450      | Assassinato da Jack Cade, 4 luglio 1450                                       |
|          | Henry Holland, III duca di Exeter                                                     | giugno 1451     |                  |                                                                               |
|          | William Bourchier, visconte Bourchier                                                 | settembre 1460  |                  |                                                                               |
|          | John Tiptoft, conte di Worcester                                                      | dicembre 1461   | ottobre 1470     | Giustiziato dai Lancaster, 18 ottobre 1470                                    |
|          | John Sutton, barone Dudley                                                            | 1470            |                  |                                                                               |
|          | Thomas Grey, Marquis of Dorset                                                        | April 1483      |                  | in office before accession of Edward V in 1483                                |
|          | Sir Robert Brackenbury                                                                | July 1483       |                  | Ucciso a Bosworth Field, 22 agosto 1485                                       |
|          | John de Vere, conte di Oxford                                                         | settembre 1485  | 1513             |                                                                               |
|          | Sir Thomas Lovell                                                                     | marzo 1513      | 1524             |                                                                               |
|          | Sir William Kingston                                                                  | maggio 1524     | 1540             |                                                                               |
|          | Sir John Gage                                                                         | ottobre 1540    | 1553             |                                                                               |
|          | Edward Clinton, IX barone Clinton                                                     | luglio 1553     | agosto 1553      | I conte di Lincoln dal 1572                                                   |
|          | Sir John Gage (2º mandato)                                                            | agosto 1553     | 1556             |                                                                               |
|          | Sir Robert Oxenbridge                                                                 | gennaio 1557    | 1574             |                                                                               |
|          | Sir William Wade (Lieutenant)                                                         | 1605            | 1611             |                                                                               |
|          | Sir Gervase Helwys (Luogotenente)                                                     | 1611            | 1615             |                                                                               |
|          | Sir George More (Luogotenente)                                                        | 1615            | 1617             |                                                                               |
|          | Sir Allen Apsley (Luogotenente)                                                       | 1617            | 1630             |                                                                               |
|          | Sir Thomas Lunsford (luogotenente)                                                    | 1641            | 1641             | prestò servizio per alcuni giorni in vece di Edward Hyde, I conte diClarendon |
|          | Francis, barone Cottington                                                            | 1640            |                  | William Balfour fu suo Luogotenente                                           |
|          | Mountjoy Blount, I conte di Newport                                                   | 1641            |                  |                                                                               |
|          | John Byron, I barone Byron (Luogotenente)                                             | 1641            | 1642             |                                                                               |
|          | Sir Thomas Fairfax                                                                    | August 1647     | 1650             | Robert Tichborne was his Lieutenant.                                          |
|          | Sir John Robinson, 1st Baronet                                                        | 1660            | 1675             |                                                                               |
|          | James Compton, III conte di Northampton                                               | 1675            | 1679             |                                                                               |
|          | William Alington, III barone Alington                                                 | 1679            | 1685             |                                                                               |
|          | George Legge, I barone Dartmouth                                                      | 1685            | 1688             |                                                                               |
|          | Robert Lucas, III barone Lucas                                                        | 1688            | 1702             |                                                                               |
|          | Montagu Venables-Bertie, II conte di Abingdon                                         | 1702            | 1705             |                                                                               |
|          | Algernon Capell, II conte di Essex                                                    | 1706            | 1710             |                                                                               |
|          | Richard Savage, IV conte Rivers                                                       | 1710            | 1712             |                                                                               |
|          | George Compton, IV conte di Northampton                                               | 1712            | 1715             |                                                                               |
|          | Charles Howard, III conte di Carlisle                                                 | 1715            | 1722             |                                                                               |
|          | Henry Clinton, VII conte di Lincoln                                                   | 1723            | 1725             |                                                                               |
|          | Charles Paulet, III duca di Bolton                                                    | 1725            | 1726             |                                                                               |
|          | Henry Lowther, III visconte Lonsdale                                                  | 1726            | 1731             |                                                                               |
|          | John Sidney, VI conte di Leicester                                                    | 1731            | 1737             |                                                                               |
|          | Charles Cornwallis, I conte Cornwallis                                                | 1740            | 1762             |                                                                               |
|          | John Berkeley, V barone Berkeley di Stratton                                          | 1762            | 1770             |                                                                               |
|          | Charles Cornwallis, II conte Cornwallis                                               | 1770            | 1784             |                                                                               |
|          | Lord George Lennox                                                                    | 1784            | 1784             |                                                                               |
|          | Charles Cornwallis, II conte Cornwallis                                               | 1784            | 1805             | I marchese Cornwallis dal 1792                                                |
|          | Francis Rawdon-Hastings, I marchese di Hastings                                       | 1806            | 1826             |                                                                               |
|          | Arthur Wellesley, I duca di Wellington                                                | 1826            | 1852             |                                                                               |
|          | Stapleton Cotton, I visconte Combermere                                               | 1852            | 1865             |                                                                               |
|          | Sir John Burgoyne, baronetto                                                          | 1865            | 1871             |                                                                               |
|          | Sir George Pollock                                                                    | 1871            | 1872             |                                                                               |
|          | Sir William Maynard Gomm                                                              | 1872            | 1875             |                                                                               |
|          | Sir Charles Yorke                                                                     | 1875            | 1880             |                                                                               |
|          | Sir William Fenwick Williams                                                          | 1881            | 1881             |                                                                               |
|          | Sir Richard James Dacres                                                              | 1881            | 1886             |                                                                               |
|          | Robert Napier, I barone Napier di Magdala                                             | 1886            | 1890             |                                                                               |
|          | Sir Daniel Lysons                                                                     | 1890            | 1898             |                                                                               |
|          | Sir Frederick Stephenson                                                              | 1898            | 1911             |                                                                               |
|          | Sir Henry Evelyn Wood                                                                 | 1911            | 1919             |                                                                               |
|          | Paul Methuen, III barone Methuen                                                      | 1920            | 1932             |                                                                               |
|          | George Milne, I barone Milne                                                          | 1933            | 1938             |                                                                               |
|          | Sir Claud William Jacob                                                               | 1938            | 1943             |                                                                               |
|          | Sir Philip Chetwode, VII baronetto                                                    | 1943            | 1948             | I barone Chetwode dal 1945                                                    |
|          | Archibald Wavell, I conte Wavell                                                      | 1948            | 1950             |                                                                               |
|          | Alan Brooke, I visconte Alanbrooke                                                    | 1950            | 1955             |                                                                               |
|          | Henry Maitland Wilson, I barone Wilson                                                | 1955            | 1960             |                                                                               |
|          | Harold Alexander, I conte Alexander di Tunisi                                         | 1960            | 1965             |                                                                               |
|          | Sir Gerald Walter Robert Templer                                                      | 1965            | 1970             |                                                                               |
|          | Sir Richard Hull                                                                      | 1970            | 1975             |                                                                               |
|          | Sir Geoffrey Baker                                                                    | 1975            | maggio 1980      |                                                                               |
|          | Sir Peter Hunt                                                                        | giugno 1980     | luglio 1985      |                                                                               |
|          | Sir Roland Gibbs                                                                      | agosto 1985     | luglio 1990      |                                                                               |
|          | Sir John Stanier                                                                      | agosto 1990     | luglio 1996      |                                                                               |
|          | Sir Peter Inge                                                                        | agosto 1996     | luglio 2001      | Barone Inge dal 1997                                                          |
|          | Sir Roger Wheeler                                                                     | agosto 2001     | luglio 2009      |                                                                               |
|          | Richard Dannatt, barone Dannatt                                                       | agosto 2009     | luglio 2016      |                                                                               |
|          | Nick Houghton, barone Houghton                                                        | luglio 2016     | 1º agosto 2022   |                                                                               |
|          | Sir Gordon Messenger                                                                  | 1º agosto 2022  | in carica        |                                                                               |